# Ilwad Elman
Ilwad Elman (somalí: ilwaad Elman) es una activista social somalí-canadiense. Trabaja en el Centro Elman de Paz y Derechos Humanos en Mogadiscio junto con su madre Fartuun Adan, la fundadora de la ONG. Fue votada como la Personalidad Joven Africana (Femenina) del Año durante los Premios de la Juventud Africana 2016.

## Vida personal
Ilwad nació entre 1989 y 1990 en Mogadiscio, Somalia. Es una de las cuatro hijas, del difunto empresario y activista por la paz Elman Ali Ahmed y de la activista social Fartuun Adan.
Su padre fue un ardiente activista por la paz en los años 90, que acuñó el famoso mantra en Somalia "Suelta el arma, coge el bolígrafo"; fue asesinado en 1996 por su labor en pro de los derechos humanos y se le conoce hasta hoy como el Padre Somalí de la Paz. 
Ilwad regresó del Canadá a Somalia en 2010, mientras el conflicto seguía siendo intenso y la mayoría de Mogadiscio y de las regiones centromeridionales de Somalia se perdieron bajo el control del grupo terrorista vinculado a Al-Qaeda, Al-Shabaab. Permaneció en Somalia desde entonces, junto con su madre Fartuun Adan, cofundando el primer centro de crisis de violación para supervivientes de violencia sexual y de género, diseñando intervenciones dirigidas a la reforma del sector de la seguridad para crear un espacio inclusivo para las mujeres en la construcción de la paz, y desarrollando programas para el desarme y la rehabilitación de niños soldados y adultos que desertan de los grupos armados para su empoderamiento socioeconómico, rehabilitación y reintegración. 
El 20 de noviembre de 2019, las autoridades locales confirmaron que su hermana Almaas Elman, que también había regresado a Somalia como cooperante, había sido asesinada a tiros en un coche, cerca del aeropuerto de Mogadiscio.

## Carrera
En honor a Ahmed, su esposa Fartuun Adan y sus hijos establecieron el Centro para la Paz Elman en Mogadiscio. Adan es la Directora Ejecutiva de la ONG, mientras que su hija Ilwad trabaja con ella. Ilwad trabaja allí como Directora de Programas y Desarrollo. Es responsable de diseñar y supervisar los programas del Centro Elman para la Paz y los Derechos Humanos con una amplia cantidad de asuntos enfocado en 
- Derechos humanos
- Justicia de género
- Protección de civiles
- Paz y seguridad
- Emprendimiento social

También ayuda a dirigir la organización Hermana Somalia, una subsidiaria del Centro Elman de Paz y Derechos Humanos. Es el primer programa del país para la asistencia de las víctimas de la violencia de género, que proporciona asesoramiento, salud y apoyo en materia de vivienda para las mujeres que lo necesitan. El trabajo de Elman ha ayudado a crear conciencia a nivel local sobre el tema, y ha fomentado cambios en la política gubernamental. También ha llevado a cabo talleres educativos para miembros vulnerables de la sociedad, y ha diseñado e implementado proyectos que promueven oportunidades de medios de vida alternativos para jóvenes y ancianos.
A mediados de 2012, se celebró en Mogadiscio su primera conferencia sobre Tecnología, Entretenimiento y Diseño (TEDx). El evento fue organizado por el Primer Banco Somalí para mostrar las mejoras en los negocios, el desarrollo y la seguridad a los potenciales inversores somalíes e internacionales. Ilwad fue una de las oradoras invitadas, donde explicó el papel de la organización Hermana Somalia en el proceso de reconstrucción del país después del conflicto.
Frente a otros 76 activistas de 36 países africanos, Elman representó a Somalia en 2011 durante la campaña "Sube, habla" en el Monte Kilimanjaro. El evento fue organizado por UNite Africa bajo el auspicio de UNwomen, y concluyó con el compromiso de los participantes de poner fin a la violencia contra las mujeres y las niñas.
En 2013, Elman también apareció en el documental Through the Fire, junto con Hawa Abdi y Edna Adan Ismail. Asimismo, apareció en la película Live From Mogadishu de 2014, que se centra en el Festival de Música y Paz de Mogadiscio de marzo de 2013. Organizado por el conjunto Waayaha Cusub y el filántropo Bill Brookman, fue el primer festival internacional de música que se ha celebrado en la capital somalí en los últimos años.
Más allá de sus deberes en Elman Peace, Ilwad es una defensora de la última iniciativa de la Fundación Kofi Annan llamada Extremadamente Juntos, donde ella y otros nueve líderes juveniles bajo la tutela del Sr. Kofi Annan están previniendo el extremismo violento inspirando, involucrando y potenciando a la juventud a nivel mundial. 
Además, Ilwad preside el Grupo de Gestión de Casos de Violencia de Género para la Protección de la Infancia en Mogadiscio; es miembro fundadora del Comité Asesor para la Investigación de las Normas Sociales sobre la Violencia de Género en Somalia y el Sudán Meridional, es miembro de la red internacional de profesionales para el registro de las víctimas civiles, experta en la Red de Mujeres que Hacen la Paz para una Seguridad Inclusiva y miembro del grupo de asesoramiento estratégico sobre la esfera de responsabilidad de la protección de la infancia a nivel mundial. 
Ha servido como Embajadora de Un Mundo Joven en Somalia desde 2013; completó la beca insignia del Presidente Barrack Obama en la Casa Blanca para Jóvenes Líderes Africanos en 2014 y en el mismo año fue nombrada embajadora de la juventud en Somalia para Poner Fin a la Violencia Sexual en el Conflicto. 
En un informe exclusivo, en mayo de 2016, The Washington Post describió el papel de Elman, y del Centro Elman, en la rehabilitación de niños, que habían sido liberados de servir como niños soldados, para los señores de la guerra, sólo para ser reclutados en secreto y servir como espías para la agencia de inteligencia de Somalia.
Ilwad informó al Consejo de Seguridad de las Naciones Unidas sobre el debate de la protección de los civiles en 2015; fue la primera vez que se invitó a un representante de la sociedad civil a hablar sobre esta cuestión ante el Consejo de Seguridad, así como la primera vez que el debate temático anual se centró en el empoderamiento y la participación de las mujeres. Posteriormente, fue coautora de la Agenda de Acción Juvenil para Contrarrestar el Extremismo Violento, que fue citada en la histórica Resolución 2250 del Consejo de Seguridad de la ONU sobre juventud, paz y seguridad. En agosto de 2016, Ilwad fue nombrada por el Secretario General de la ONU, Ban Ki-Moon, asesora experta en materia de juventud, paz y seguridad y se le ha encomendado la tarea de asesorar un estudio para desarrollar una estrategia sobre la Resolución 2250 del Consejo de Seguridad de la ONU. 
Desde la primera línea del conflicto y a menudo ante inseguridades extremas, Ilwad sigue innovando en los esfuerzos de promoción de la EPHRC. A través del efecto combinado de las intervenciones programáticas de base que diseña, así como de su promoción global, ha promovido movimientos nacionales a nivel interno y ha atraído la atención internacional a nivel externo para que se produzcan acciones hacia soluciones duraderas para el sufrimiento humano y la crisis prolongada en Somalia.

## Premios y reconocimientos
Ilwadha ha recibido los siguientes reconocimientos 
- 2015 Premio Gleitsman de Activismo Internacional (enlace roto disponible en Internet Archive; véase el historial, la primera versión y la última). de la Universidad de Harvard
- 2016 Premio Right the Wrongs de Oxfam América
- Premio a la joven africana del año 2016
- Los 100 jóvenes africanos más influyentes del 2017
- Ganador del premio BET Global Good Star Award (enlace roto disponible en Internet Archive; véase el historial, la primera versión y la última). 2017
- Finalista del Premio Aurora[15] por el despertar de la humanidad

Entre los galardonados con los premios que ha recibido se encuentran sus héroes, los Premios Nobel de la Paz Nelson Mandela, Muhammed Yunus y Leymah Gbowee. 

## Becas
En 2014, Elman fue nombrada miembro de la Iniciativa de Jóvenes Líderes Africanos por el Departamento de Estado de los Estados Unidos.
En 2017, junto con su madre, Fartuun Adan, estuvo entre los finalistas del Premio Aurora para el Despertar de la Humanidad.